# Cornelius Nepos

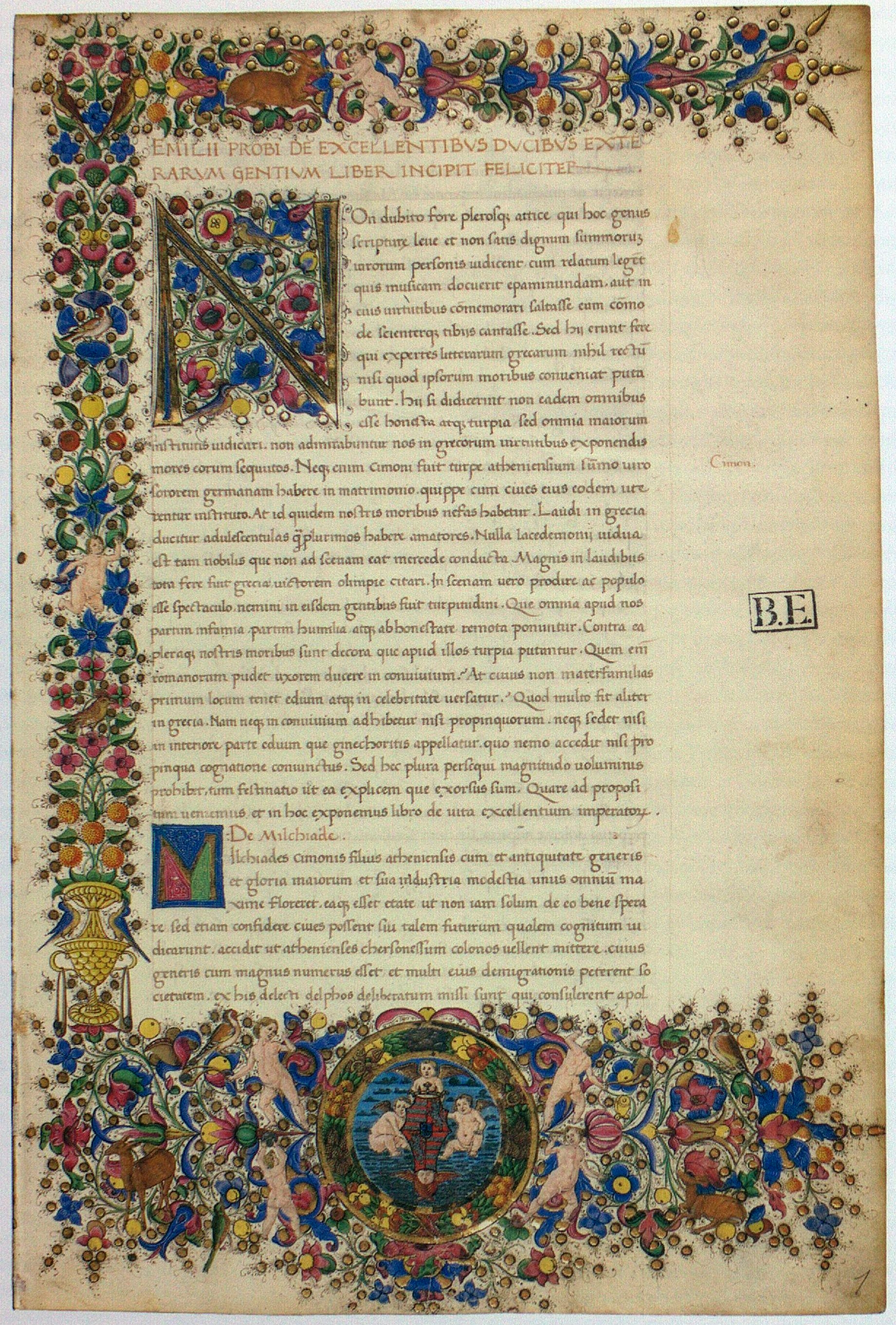
Der Anfang der Schrift De excellentibus ducibus exterarum gentium in der 1460/1480 angefertigten Handschrift Modena, Biblioteca Estense Universitaria, Q.4.15 (= Cod. Lat. 437), fol. 1r

Cornelius Nepos (* um 100 v. Chr.; † nach 28 v. Chr.; deutsch Nepos, selten auch Kornel) war ein römischer Geschichtsschreiber und Biograph.

## Leben
Nepos, der aus Oberitalien (Gallia cisalpina) stammte und dem Ritterstand angehört haben dürfte, war befreundet mit dem neoterischen Dichter Catull, der ihm seine Gedichtsammlung widmete, Marcus Tullius Cicero und Titus Pomponius Atticus.
Von seinen zahlreichen Werken (u. a. Geschichtsdarstellungen und eine Erdbeschreibung) sind uns nur einige Biographien aus De viris illustribus erhalten, nämlich die über die nichtrömischen Feldherren sowie die zum Buch der lateinischen Historiker gehörigen über Cato den Älteren und Atticus.
In den Nepos-Handschriften ebenfalls überliefert sind ferner zwei Fragmente eines Briefes der Cornelia, der Mutter der Gracchen, in denen sie ihren Sohn Gaius Sempronius Gracchus heftig angreift. Die Echtheit des Briefes ist allerdings umstritten.
Nepos berichtet über Hannibal nicht hasserfüllt, wie andere Römer, sondern spricht ihm seinen verdienten Ruhm zu. Insgesamt ist sein Stil einfach und sachlich.
Wegen dieses schlichten Stils waren und sind die Werke des Nepos eine verbreitete Schullektüre.
Neben Fragmenten sind folgende Lebensgeschichten erhalten:
- De excellentibus ducibus exterarum gentium (Miltiades, Themistokles, Aristeides, Pausanias, Kimon, Lysander, Alkibiades, Thrasybulos, Konon, Dion, Iphikrates, Chabrias, Timotheos, Datames, Epaminondas, Pelopidas, Agesilaos, Eumenes, Phokion, Timoleon)
- De regibus (Hamilkar, Hannibal)
- De Latinis historicis (M. Porcius Cato, T. Pomponius Atticus)

### Ausgaben, Übersetzungen und Kommentare
- Cornelius Nepos De Vita Excellentium Imperatorum Recte Tandem Captui Puerorum Accomodatus, Oder: Deutliche, und nach dem Begrif der Jugend endlich recht eingerichtete Erklärung des Cornelii Nepotis : Nebst einem dreyfachen Register, accuraten Land-Charten, und einem in specie darzu gehörigen Indice, wie auch einer nützlichen Anweisung für die Jugend. Emanuel Sincerum. Frankfurt am Mayn 1762. Digitalisat
- Cornelius Nepos. Erklärt von Dr. Karl Nipperdey. Leipzig 1849. später mit dem Zusatz: Der größeren Ausgabe zweite Auflage, besorgt von Dr. Bernhard Lupus. Berlin 1879. zuletzt mit dem Zusatz: Herausgegeben von Kurt Witte. 14. Auflage, Olms, Hildesheim 2002 (immer noch der maßgebliche grundlegende Gesamtkommentar).
- Cornelii Nepotis Vitae cum fragmentis, edidit Peter K. Marshall (Bibliotheca Teubneriana). Teubner, Leipzig 1977, 4. Auflage München/Leipzig 2001 (maßgebliche textkritische Ausgabe).
- Cornelius Nepos. De viris illustribus – Biographien berühmter Männer. Lateinisch / Deutsch. Übersetzt und herausgegeben von Peter Krafft und Felicitas Olef-Krafft. Reclam, Stuttgart 1993, 2. Auflage 2006.
- Cornelius Nepos. Lateinisch–Deutsch. Herausgegeben von Gerhard Wirth. Hakkert, Amsterdam 1994 (letzter Gesamtkommentar zu Cornelius Nepos).
- Cornelius Nepos. Berühmte Männer. De viris illustribus. Lateinisch–deutsch. Herausgegeben und übersetzt von Michaela Pfeiffer unter Mitarbeit von Rainer Nickel (Sammlung Tusculum). Artemis und Winkler, Düsseldorf 2006.
- Cornelius Nepos: the commanders of the fifth century BCE. Introduction, text, and commentary. Herausgegeben und verfasst von Francesco Ginelli. Oxford University Press, Oxford 2021, ISBN 978-0-19-883613-1.

### Forschungsliteratur: Monographien und Aufsatzsammlungen
- James Robert Bradley: The Sources of Cornelius Nepos’ Selected Lives. Harvard 1967 (Dissertation).
- Thomas Gordon McCarty: Cornelius Nepos. Studies in his Technique of Biography. Ann Arbor 1970 (Nachdruck 1984).
- Joseph Geiger: Cornelius Nepos and Ancient Political Biography (= Historia Einzelschriften. Band 47). Steiner, Stuttgart 1985.
- Sabine Anselm: Struktur und Transparenz. Eine literaturwissenschaftliche Analyse der Feldherrnviten des Cornelius Nepos (= Altertumswissenschaftliches Kolloquium. Band 11). Steiner, Stuttgart 2004.
- Rex Stem: The Political Biographies of Cornelius Nepos. University of Michigan Press, Ann Arbor 2012.
- Giorgio Bernardi Perini, Alberto Cavarzere (Hrsg.): Orizzonti culturali di Cornelio Nipote. Dal Po a Roma. Atti del Convegno, Ostiglia, 27 aprile 2012 – Mantova, 28 aprile 2012 (= Accademia Nazionale Virgiliana di Scienze Lettere e Arti. Miscellanea. Band 22). Olschki, Florenz 2013.
- G. Solaro (Hrsg.): La Roma di Cornelio Nepote. Aracne Editrice, Rom 2013.
- Boris Dunsch, Felix M. Prokoph (Hrsg.): Geschichte und Gegenwart. Beiträge zu Cornelius Nepos aus Fachwissenschaft, Fachdidaktik und Unterrichtspraxis. Mit einem Forschungsbericht und einer Arbeitsbibliographie (= Philippika. Altertumswissenschaftliche Abhandlungen. Band 91). Harrassowitz, Wiesbaden 2015.
- John Alexander Lobur: Cornelius Nepos. A Study in the Evidence and Influence. University of Michigan Press, Ann Arbor 2021, ISBN 978-0-472-13274-4.

### Artikel und Aufsätze zur Einführung
- Ulrich Fleischer: Zu Cornelius Nepos. In: Hartmut Erbse (Hrsg.): Festschrift Bruno Snell, zum 60. Geburtstag am 18. Juni 1956 von Freunden und Schülern überreicht. C. H. Beck, München 1956, S. 197–208.
- Otto Schönberger: Cornelius Nepos. Ein mittelmäßiger Schriftsteller. In: Das Altertum. Band 16, 1970, S. 153–163.
- László Havas: Zur Geschichtskonzeption des Cornelius Nepos. In: Acta Antiqua Academiae Scientiarum Hungaricae. Band 31, 1985/1986, S. 401–411.
- Carlotta Dionisotti: Nepos and the Generals. In: Journal of Roman Studies. Band 78, 1988, S. 35–49.
- Niklas Holzberg: Literarische Tradition und politische Aussage in den Feldherrnviten des Cornelius Nepos. In: Würzburger Jahrbücher für die Altertumswissenschaft. Neue Folge, Band 15, 1989, S. 159–173; erneut erschienen in: Anregung. Band 35, 1989, S. 14–27.
- Rüdiger Kinsky: Nepos. In: Oliver Schütze (Hrsg.): Lexikon antiker Autoren. Metzler, Stuttgart/Weimar 1997, S. 469–471.
- Ulrich Schindel: Cornelius Nepos (ca. 110 – nach 27 v. Chr.). In: Volker Reinhardt (Hrsg.): Hauptwerke der Geschichtsschreibung (= Kröners Taschenausgabe. Band 435). Kröner, Stuttgart 1997, ISBN 3-520-43501-2, S. 453–456.
- Christopher Tuplin: Nepos and the Origins of Political Biography. In: Carl Deroux (Hrsg.): Studies in Latin Literature and Roman History. Vol X (= Collection Latomus. Band 254). Editions Latomus, Brüssel 2000, S. 124–161.
- Andreas Mehl: Römische Geschichtsschreibung. Grundlagen und Entwicklungen. Eine Einführung. Kohlhammer, Stuttgart/Berlin/Köln 2001, S. 75–77.
- Holger Sonnabend: Geschichte der antiken Biographie. Von Isokrates bis zur Historia Augusta. Metzler, Stuttgart/Weimar 2002, S. 107–113.
- Fritz-Heiner Mutschler: Geschichtsbetrachtung und Werteorientierung bei Nepos und Sallust. In: Andreas Haltenhoff, Andreas Heil, Fritz-Heiner Mutschler (Hrsg.): O tempora, o mores! Römische Werte und römische Literatur in den letzten Jahrzehnten der Republik (= Beiträge zur Altertumskunde. Band 171). De Gruyter, München/Leipzig 2003, S. 259–285.
- Frances Titchener: Cornelius Nepos and the Biographical Tradition. In: Greece and Rome. Band 50, 2003, S. 85–99.
- Joachim Klowski: Einstellungen von Fachwissenschaft und Fachdidaktik zu Cornelius Nepos in Vergangenheit und Gegenwart. In: Forum Classicum. Band 47, 2004, S. 195–203.
- Heinrich Heidenreich: Nepos (Cornelius Nepos). In: Christine Walde (Hrsg.): Die Rezeption der antiken Literatur. Kulturhistorisches Werklexikon (= Der Neue Pauly. Supplemente. Band 7). Metzler, Stuttgart/Weimar 2010, ISBN 978-3-476-02034-5, Sp. 537–548.
- Michael von Albrecht: Geschichte der römischen Literatur, von Andronicus bis Boëthius und ihr Fortwirken. Band 1. 3., verbesserte und erweiterte Auflage. De Gruyter, Berlin/Boston 2012, S. 402–412.
- Boris Dunsch: Omne aevum tribus explicare cartis – Zur Freundschaft von Nepos und Catull. In: Antike und Abendland. Band 58, 2012, S. 37–51.

### Bibliographie
- Yannick Spies: Kornelbibliographie. Die gesamte Literatur von und über Cornelius Nepos bis zum Ende des Jahres 2015 (= Kalliope. Studien zur griechischen und lateinischen Poesie. Band 14). Universitätsverlag Winter, Heidelberg 2017, ISBN 978-3-8253-6782-4.